# Geovanny Jara
Geovanny Jara Granados (né le 20 juillet 1969 à Puntarenas au Costa Rica) est un footballeur international costaricien, qui évoluait au poste de défenseur.
Son frère, Claudio, fut également footballeur.

## Biographie

### Carrière en sélection
Avec l'équipe du Costa Rica, il joue 11 matchs (pour aucun but inscrit) entre 1996 et 2003. Il figure notamment dans le groupe des sélectionnés lors de la coupe du monde de 1990.
Il participe également à la Copa América de 1997.
Pratiquant également le futsal, il joue la Coupe du monde 1992 organisée à Hong Kong.

## Palmarès
| Herediano - Championnat du Costa Rica (1) : - Champion : 1992-93. |  | Costa Rica - Copa Centroamericana (1) : - Vainqueur : 1999. |